# Bernat Lladó Mas
Bernat Lladó Mas (Sabadell, 1978) és un geògraf català. Doctor en Geografia humana per la Universitat Autònoma de Barcelona, s'interessa pel camp del pensament geogràfic i la filosofia. És autor de diversos articles sobre teoria de la geografia i de la cartografia. És membre del col·lectiu (Sa)badall amb el qual ha publicat Urbanoporosi. Sabadell i els silencis urbans.
És autor de la tesi doctoral Franco Farinelli: el llenguatge cartogràfic com a figura del pensament (2010) i del llibre Franco Farinelli. Del mapa al laberinto (Icaria Editorial, 2013). Així mateix, es responsable de la traducció i la presentació de "La invenció de la Terra", Franco Farinelli (2016), publicat per la Societat Catalana de Geografia.
Ha publicat nombrosos articles tant en publicacions acadèmiques, com a la revista Serra d'Or, a Quadern de les idees, les arts i les lletres i a Vilaweb.